# ملا عبدالکریم جناب قزوینی
ملا عبدالکریم جناب قزوینی (متولد قزوین) از جمله اساتید آواز دربار ناصرالدین شاه و مظفرالدین شاه بود؛ وی شاگردان متعددی پرورش داده که از جمله آن‌ها می‌توان به علی خان نایب السلطنه، قربان خان شاهی، ابوالحسن اقبال آذر و عارف قزوینی اشاره کرد. جناب قزوینی به تعزیه‌خوانی نیز می‌پرداخت و در قرائت قرآن نیز ممتاز بود.